# Cullen Andrews Battle

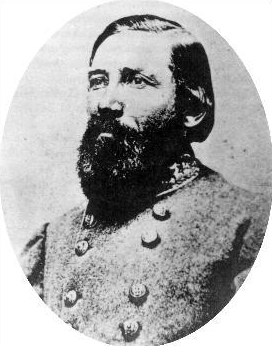
Cullen A. Battle

Cullen Andrews Battle (* 1. Juni 1829 in Powelton, Hancock County, Georgia; † 8. April 1905 in Greensboro, North Carolina) war ein US-amerikanischer Brigadegeneral der Konföderierten Armee im Amerikanischen Bürgerkrieg.

## Leben
Battle wurde als zweiter Sohn von Cullen Battle und Jane A. Battle, geb. Lamon, in Powelton geboren. 1836 zog die Familie nach Irvinton (heute Eufaula) in Alabama. 1851 heiratete er, noch während des Jura-Studiums, Georgia P. Williams und 1852 bekam er seine Zulassung als Rechtsanwalt. In der Folgezeit zog er nach Greensboro, arbeitete als Anwalt und betätigte sich in der Lokalpolitik.
Noch vor Kriegsausbruch formierte er die Tuskeegee Light Infanterie und stattete sie auf eigene Kosten mit entsprechenden Uniformen aus. Wenige Tage später wurden er und seine Männer in das 2. Infanterie-Regiment von Alabama integriert und Battle erhielt den Rang eines Lieutenant Colonel. Am 8. Januar 1861 wurden sie nach Pensacola abkommandiert, um die Truppen aus Florida zu unterstützen und Floridas Küsten zu sichern. Wenige Monate später wurde er zum 3. Alabama Infanterie-Regiment versetzt. Seine größten Kämpfe waren bei der Schlacht von Seven Pines am 31. Mai und 1. Juni 1862, bei der Schlacht von Fredericksburg vom 11. bis zum 15. Dezember 1862 und bei der Schlacht von Gettysburg vom 1. bis zum 3. Juli 1863. Danach wurde Battle zum Brigadegeneral befördert und kommandierte seine eigene Brigade bei der Schlacht in der Wilderness Anfang Mai 1864, bei der Schlacht bei Spotsylvania Court House vom 8. bis zum 21. Mai 1864 und bei der Schlacht am Cedar Creek am 19. Oktober 1864, wobei er schwer verwundet wurde.
Nach Ende des Bürgerkrieges ging Battle zurück nach Greensboro und betätigte sich weiterhin als Anwalt und Politiker. 1868 wurde er in den Kongress gewählt, konnte sein Mandat aber nicht antreten, weil er nicht bereit war, den Loyalitätseid auf die Union abzulegen. Später wurde er Bürgermeister von New Bern. Die Eheleute Battle hatten vier Kinder.